# Blanche Bingley
Blanche Bingley (Greenford, 3 novembre 1864 – Londra, 6 agosto 1946) è stata una tennista inglese.
È arrivata per tredici volte in finale al Torneo di Wimbledon ottenendo sei vittorie.

## Biografia
Nata a Greenford fu membro dell'Ealing Lawn Tennis Club. Nel 1884 partecipa alla prima edizione femminile del Torneo di Wimbledon, l'anno successivo arriva in finale ma viene sconfitta dalla vincitrice dell'anno precedente, Maud Watson. Nel 1886 arriva la prima vittoria nel torneo londinese prendendosi la rivincita sulla Watson. Negli anni Novanta si divide le vittorie nel torneo con Charlotte Cooper e Lottie Dod, tra il 1885 e il 1901 arriva per ben tredici volte in finale.
Il 13 luglio 1887 sposò George Hillyard, vincitore della medaglia d'oro ai Giochi Olimpici di Londra, e come da tradizioni dell'epoca prese il cognome del marito, per questo in vari documenti è indicata come Blanche Bingley Hillyard. Continuò a giocare a Wimbledon fino al 1913, all'età di quarantanove anni. Muore a Londra nel 1946.

## Finali del Grande Slam

### Vinte (6)
| Anno  | Torneo        | Avversario in finale    | Risultato     |
| 1886  | Wimbledon     | Maud Watson             | 6–3, 6–3      |
| 18891 | Wimbledon (2) | Helena Rice             | 4–6, 8–6, 6–4 |
| 18942 | Wimbledon (3) | Edith Austin            | 6–1, 6–1      |
| 1897  | Wimbledon (4) | Charlotte Cooper Sterry | 5–7, 7–5, 6–2 |
| 1899  | Wimbledon (5) | Charlotte Cooper Sterry | 6–2, 6–3      |
| 1900  | Wimbledon (6) | Charlotte Cooper Sterry | 4–6, 6–4, 6–4 |

1 Lottie Dod non ha difeso il titolo conquistato l'anno precedente, così non si è disputato il challenge round e il titolo è andato alla vincitrice del torneo preliminare.

2 Lottie Dod non ha difeso il titolo conquistato l'anno precedente, così non si è disputato il challenge round e il titolo è andato alla vincitrice del torneo preliminare.

### Perse (8)
| Anno  | Torneo    | Avversario in finale    | Risultato     |
| 1885  | Wimbledon | Maud Watson             | 6–1, 7–5      |
| 1887  | Wimbledon | Lottie Dod              | 6–2, 6–0      |
| 1888  | Wimbledon | Lottie Dod              | 6–3, 6–3      |
| 18911 | Wimbledon | Lottie Dod              | 6–2, 6–1      |
| 1892  | Wimbledon | Lottie Dod              | 6–1, 6–1      |
| 1893  | Wimbledon | Lottie Dod              | 6–8, 6–1, 6–4 |
| 1901  | Wimbledon | Charlotte Cooper Sterry | 6–2, 6–2      |

1 Helena Rice non ha difeso il titolo conquistato l'anno precedente, così non si è disputato il challenge round e il titolo è andato alla vincitrice del torneo preliminare.